# Šmarje pri Jelšah

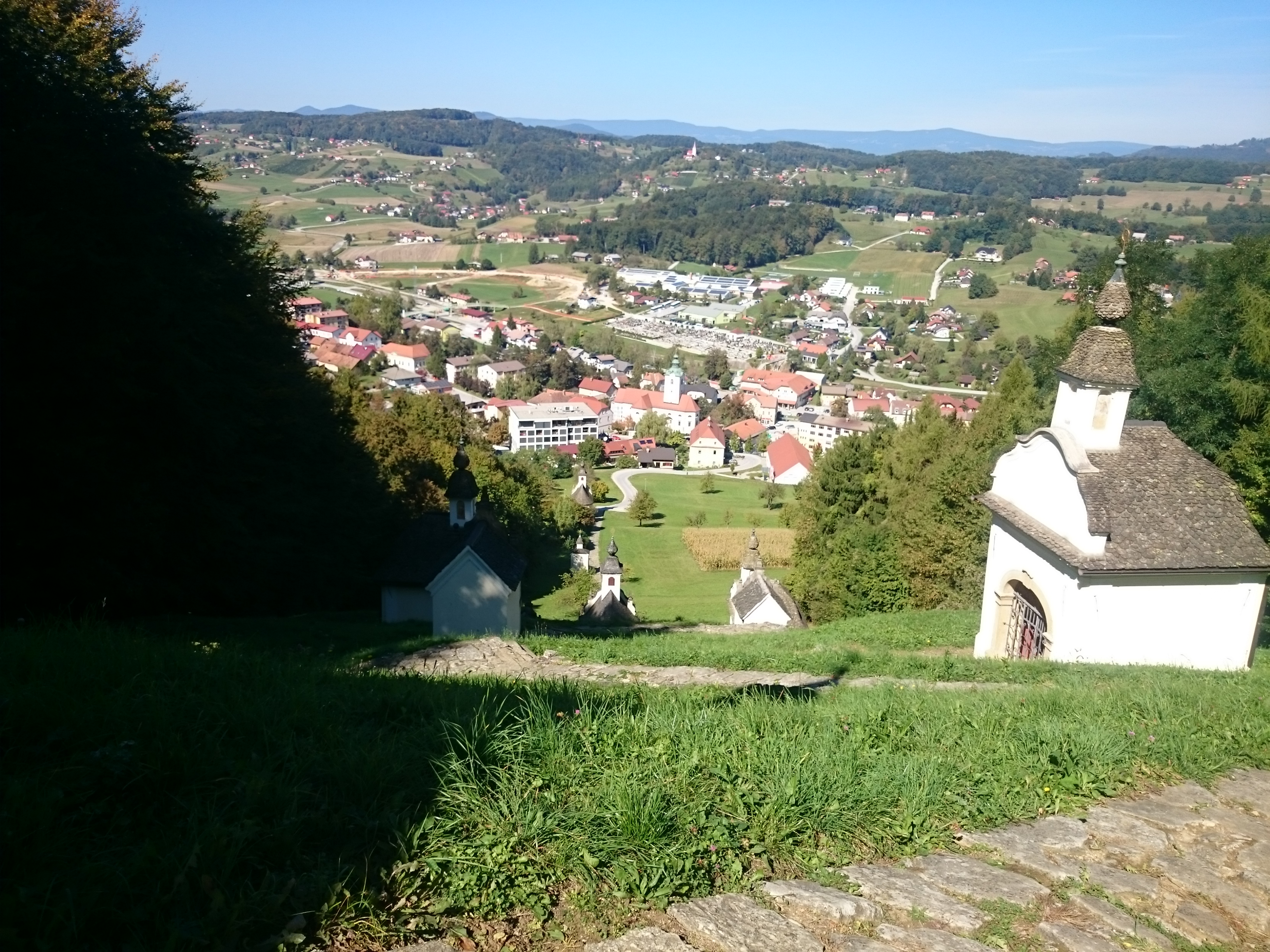
Blick vom Kreuzweg auf Šmarje pri Jelšah

Šmarje pri Jelšah (deutsch Sankt Marein bei Erlachstein) ist der Hauptort der Gemeinde Šmarje pri Jelšah in der Region Spodnja Štajerska in Slowenien.
Er liegt im Tal des Flusses Šmarski potok zwischen Voglanjsko und Zgornjesotelsko. Auf den sonnenbeschienenen Berghängen wird Wein angebaut. Durch dieses Weingebiet führt die Weinstraße Šmarje–Virštanj.

## Geschichte

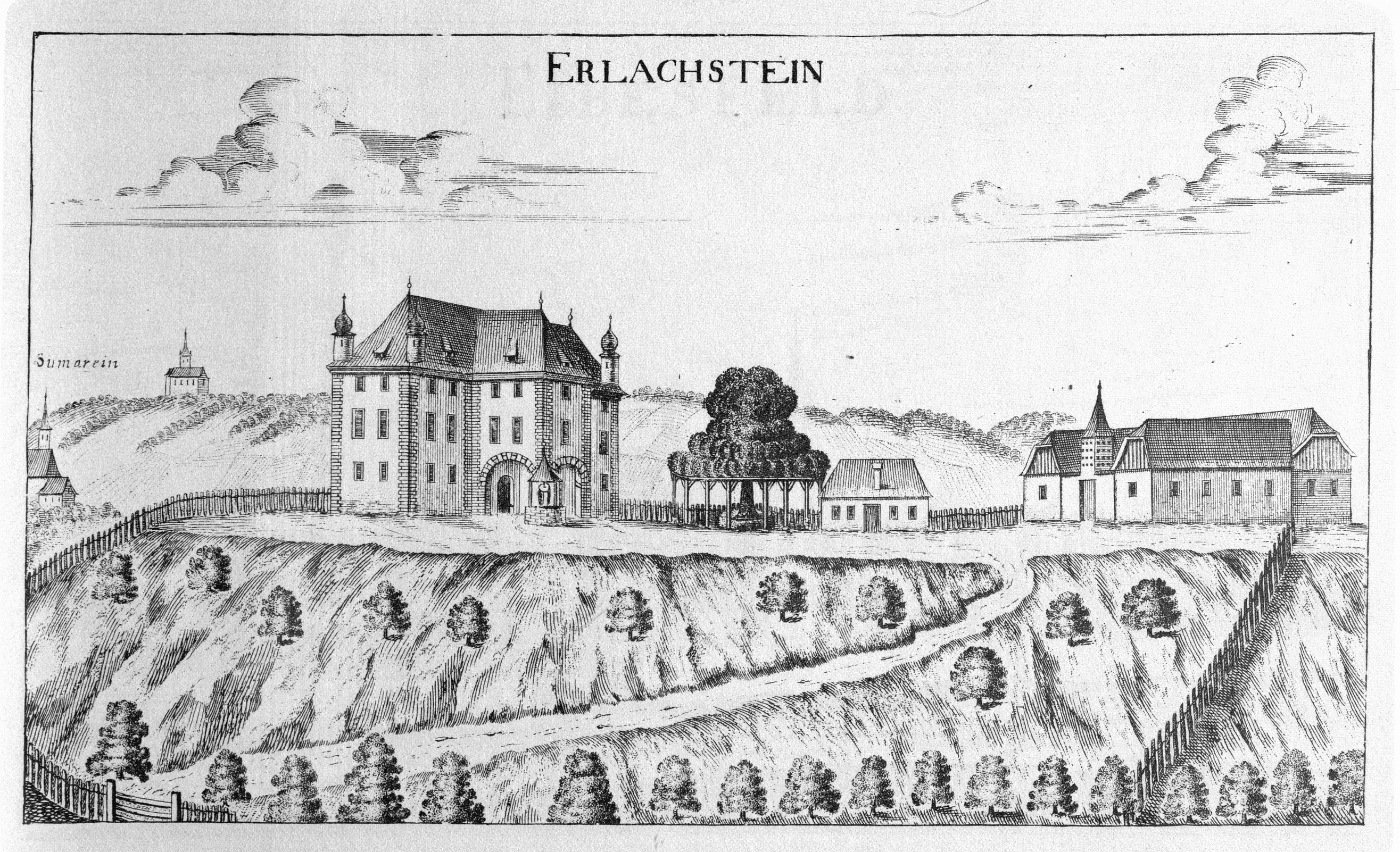
Schloss Erlachstein, G.M. Vischer 1681, links Kirche Sankt Marein

Die Ortschaft entwickelte sich als eine der Siedlungen des Rittergutes Erlach (slowenisch Jelše) mit Sitz in Schloss Erlachstein (Dvorec Jelše) oberhalb von Zadrže.
Als eines der bedeutendsten  barocken Kunstdenkmäler des Landes wird die Wallfahrtskirche des Heiligen Rochus auf dem Kalvarienberg in Predenca nahe Šmarje pri Jelšah angesehen. Der Weg bis zur Kirche ist von 14 Kreuzwegkapellen gesäumt.

## Persönlichkeiten
- Rose Krenn (1884–1970), österreichische Kunsthandwerkerin, Keramikerin und Textilkünstlerin